# Albumasar

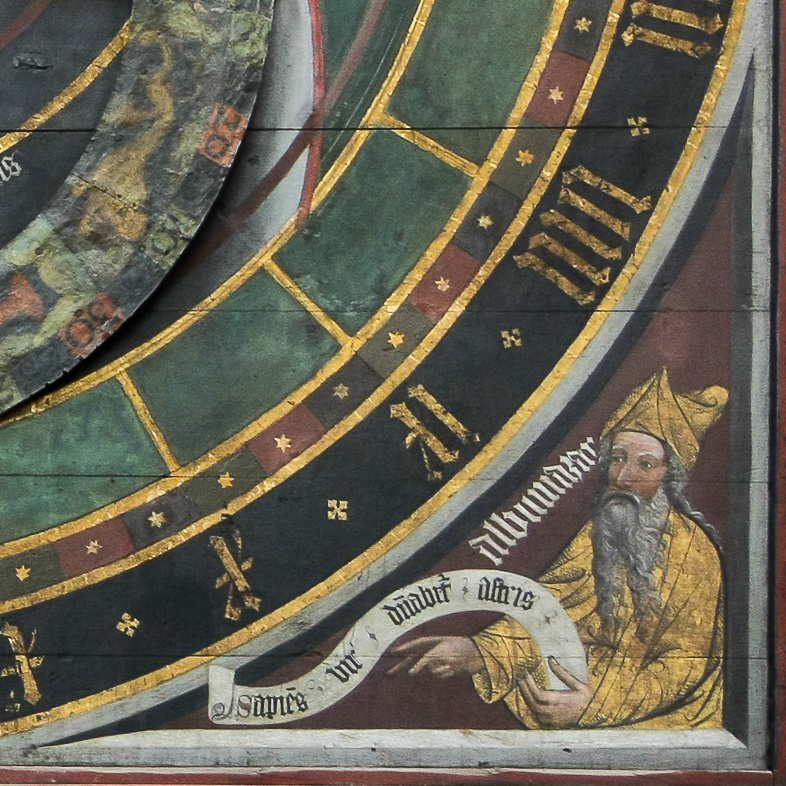
Darstellung Albumasars auf der Astronomischen Uhr von Nikolaus Lilienfeld

Albumasar (Dscha'far ibn Muhammad Abu Ma'schar al-Balchi, arabisch أبو معشر جعفر بن محمد بن عمر البلخي, DMG Abū Maʿšar Ǧaʿfar b. Muḥammad b. ʿUmar al-Balḫī, auch Albumazar, kurz auch Abu Maʿshar, genannt auch al-Falaki; * um 787 in Balch; † 886) war ein persischer Mathematiker, Astronom und Astrologe.

## Leben und Wirken
Albumasar wurde in der Stadt Balch in der Provinz Chorasan, dem damaligen Persien, geboren. Er studierte zu Beginn seiner Laufbahn als Gelehrter die Lehren Mohammeds, wandte sich aber zwischen seinem 30. und 40. Lebensjahr der Astronomie und der Astrologie zu. Er erstellte Horoskope sowohl von Mohammed als auch von Christus. Nach seiner Interpretation der Sterne wurde die Welt geschaffen, als die sieben damals bekannten Planeten (d. h. Sonne und Mond, Merkur, Venus, Mars, Jupiter und Saturn) in Konjunktion im ersten Grad des Sternbildes Widder standen. Für den Untergang der Welt stellte er ebenfalls eine Prognose für eine ähnliche Konjunktion.
Von Tycho Brahe wurde er zitiert als früher Kritiker der Peripatetiker bezüglich der Kometen jenseits der Mondsphäre (siehe Komet von 1577), auch wenn Albumasars überlieferte Begründung des Farbwechsels nicht überzeugt.
Sein Buch Introductorium in astronomiam ist einer der arabischen Texte, welche die philosophischen Werke des Aristoteles in arabischer Übersetzung überliefert haben.
Albumasar war ein sehr produktiver Autor und soll über 50 Bücher geschrieben haben. Im mittelalterlichen Europa galt er als bedeutendster iranischer Astrologe, mit großem Einfluss auf die Genese des mittelalterlichen astrologischen Weltbildes. Seine Bücher, die im 12. Jahrhundert ins Lateinische übersetzt wurden, waren als Manuskripte weit verbreitet, wurden aber erst rund zweihundert Jahre später gedruckt.

## Schriften

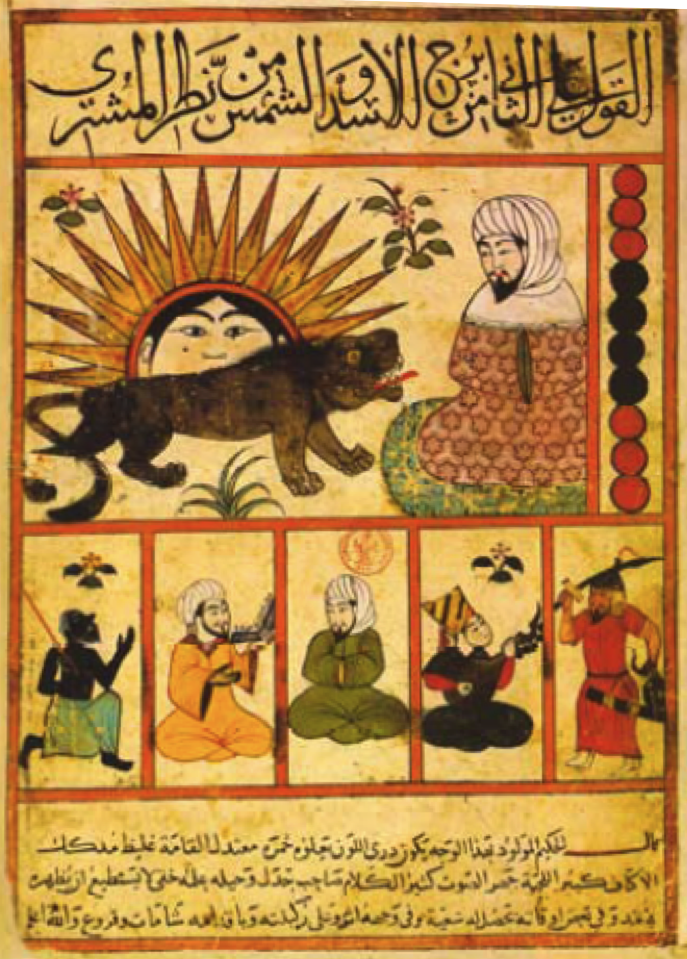
Aus Albumasars Einführung in die Astronomie, Bagdad 848

- De magnis conjunctionibus et annorum revolutionibus ac eorum profectionibus. Gedruckt in Augsburg 1489 und in Venedig 1515. Ed. K. Yamamoto, Ch. Burnett, Leiden, 2000, 2 vols. (Text arabisch und lateinisch)
- De judiciis astrorum
- Introductorium in astronomiam. Geschrieben in Bagdad 848. Ins Lateinische übers. von Johannes Hispalensis und Hermann von Carinthia. gedruckt in Augsburg bei Erhard Ratdolt 1489 und in Venedig 1495. (Augsburg 1489 und Venedig 1515)[4]
  - Ausgabe Augsburg 1489 (Digitalisat Posner Library, Carnegie Mellon University, Pittsburgh, Pennsylvania)
  - Ausgabe Venedig 1506 (Digitalisat Zürich)
- Libri Mysteriorum, Ins Italienische übers. von Giuseppe Bezza da Angelicus
- Flores astrologiae. Gedruckt in Venedig bei Giovanni Battista Sessa 1488.[1]
- Flores astrologiae [aus dem Arab. übers. von Johannes Hispalensis] 1496.[5]
- Flores astrologiae - Astrologische Blütenlese. Ins Deutsche übersetzt von Dr. Janine Deus, Tübingen 2012, ISBN 978-3-89997-201-6